# Lueng T Ben
Lueng T Ben is een bestuurslaag in het regentschap Nagan Raya van de provincie Atjeh, Indonesië. Lueng T Ben telt 471 inwoners (volkstelling 2010).